# Nosopsyllus aralis
Nosopsyllus aralis är en loppart som först beskrevs av Anatol I. Argyropulo 1946.  Nosopsyllus aralis ingår i släktet Nosopsyllus och familjen fågelloppor.

## Underarter
Arten delas in i följande underarter:
- N. a. aralis
- N. a. tschu